# Зелена Діброва (Шосткинський район)
Зелена Дібро́ва —  село в Україні, у Свеській селищній громаді Шосткинського району Сумської області. Населення становить 7 осіб. До 2020 орган місцевого самоврядування — Микитівська сільська рада.
Після ліквідації Ямпільського району 19 липня 2020 року село увійшло до Шосткинського району.

## Географія
Село Зелена Діброва знаходиться біля витоків річки Шостка. На відстані 1,5 км розташоване село Сороковий Клин, на відстані 2,5 км - Говорунове.